# L'Oiseau Blanc

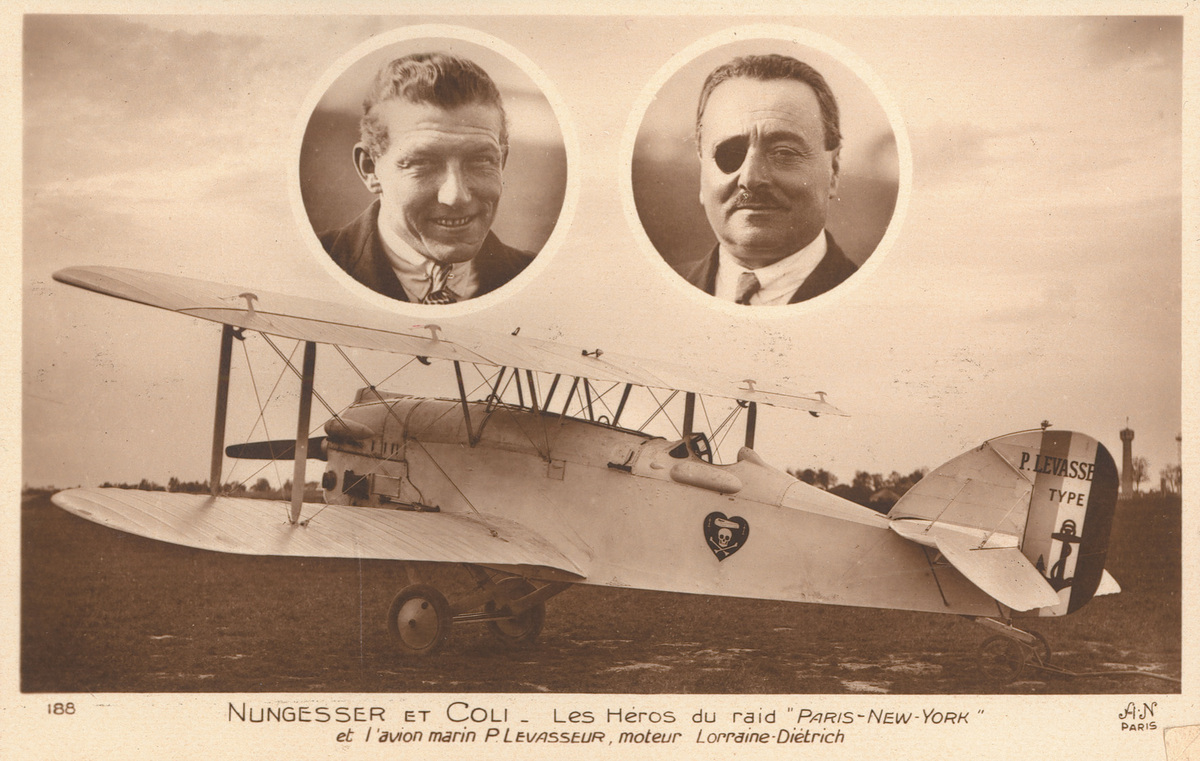
Carte poștală din 1927 în care este reprezentată aeronava L'Oiseau Blanc, cu imagini ale lui Nungesser (stânga) și Coli (dreapta).

L'Oiseau Blanc (cunoscut în spațiul de limba engleză ca The White Bird ) a fost un biplan francez Levasseur PL.8, care a dispărut în anul 1927, în cursul unei încercări de a efectua primul zbor transatlantic fără escală între Paris și New York City pentru a concura pentru Premiul Orteig. Avionul a fost pilotat de eroii aviatori francezi din Primul Război Mondial Charles Nungesser și Francois Coli. Aeronava a decolat de la Paris pe 8 mai 1927 și a fost văzut ultima dată deasupra Irlandei. Două săptămâni mai târziu, Charles Lindbergh a efectuat o călătorie cu succes pe traseul New York–Paris și a revendicat premiul, zburând cu aeronava Spirit of St. Louis.
Dispariția lui L'Oiseau Blanc este considerată unul dintre cele mai mari mistere din istoria aviației. Au circulat multe zvonuri cu privire la soarta aeronavei și a echipajului, iar opinia general acceptată este că aeronava s-a pierdut, probabil, într-o furtună peste Atlantic. Investigațiile începând din anii 1980 sugerează că aeronava a ajuns, probabil, pe insula Newfoundland și s-ar fi prăbușit în Maine.
Dispariția lui Nungesser și Coli este menționată în mai multe filme și muzee. O stradă din Paris este numită după cei doi aviatori și s-a emis un timbru comemorativ în 1967. O statuie în aeroportul Le Bourget din Paris onorează zborul eșuat și există și un monument memorial pe stâncile de la Étretat, locul în care aeronava a fost văzută pentru ultima dată în Franța.

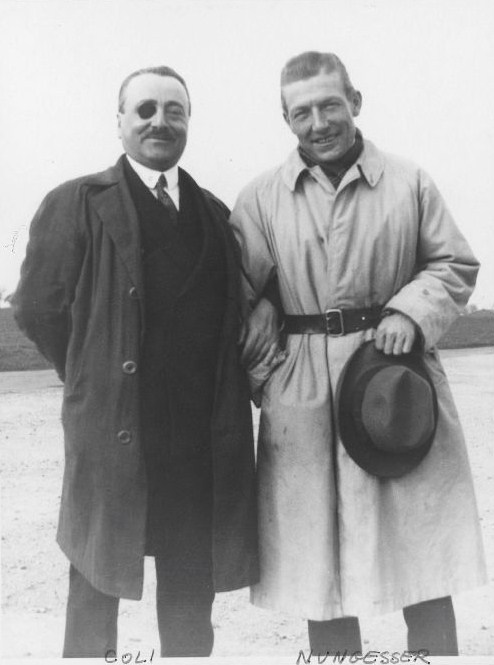
Francois Coli și Charles Nungesser au pozat pentru fotografii publicitare înainte de zbor.

Zborul planificat al aeronavei L'Oiseau Blanc în 1927, de la Paris la New York

## Context
În 1919, proprietarul hotelier din New York Raymond Orteig a oferit un premiu în valoare de 25.000 de dolari, Premiul Orteig, pentru primii aviatori care vor efectua un zbor transatlantic fără escală între New York și Paris, în cursul următorilor cinci ani. Din moment ce nimeni nu a reușit să traverseze Atlanticul, el și-a reînnoit oferta în 1924, când tehnologia aviatică avansase suficient așa că au fost mulți aviatori interesați. Majoritatea au încercat să zboare de la New York la Paris, dar câțiva aviatori francezi au planificat să zboare în direcția opusă, de la Paris la New York.
François Coli, în vârstă de 45 de ani, veteran al Primului Război Mondial și decorat cu Legiunea de Onoare, a stabilit recorduri aviatice zburând deasupra și în jurul Mării Mediterane și plănuia un zbor transatlantic încă din 1923. Planul său inițial era să zboare împreună cu camaradul său din timpul războiului Paul Tarascon, un as al aviației cu 12 victorii  aeriene. Ei au devenit interesați de Premiul Orteig în 1925, dar la sfârșitul anului 1926 un accident a distrus biplanul Potez 25. Tarascon a suferit arsuri grave, iar în locul său a fost ales pilotul Charles Nungesser, în vârstă de 35 de ani, un as al aviației extrem de experimentat cu peste 40 de victorii aeriene, aflat pe locul trei în rândul aviatorilor francezi.
Nungesser plănuise să încerce o traversare de unul singur pentru a câștiga Premiul Orteig, dar discuțiile inițiale cu proiectantul aeronautic Pierre Levasseur l-au făcut pe proprietarul companiei să insiste ca François Coli să facă parte din echipaj ca navigator într-un biplan nou cu două locuri Levasseur PL.4.

Harta prezentând zborul aeronavei L'Oiseau Blanc peste nord-vestul Franței, Anglia și Irlanda, în 1927.

## Istoric

### Încercarea de zbor transatlantic
Nungesser și Coli au decolat la ora 5:17 a.m., în 8 mai 1927 de pe aerodromul Le Bourget din Paris, îndreptându-se spre New York. Aeronava PL.8-01 cântărea 5.000 kg la decolare, fiind extrem de grea pentru un avion cu un singur motor, abia înălțându-se deasupra unei linii de copaci la capătul pistei. Escortat de avioane de luptă franceze, aeronava lui Nungesser și Coli s-au întors așa cum era planificat și la o altitudine joasă a dar drumul trenului de aterizare.
Traseul intenționat de zbor era efectuarea unui drum în formă de cerc mare, peste Canalul Mânecii, peste partea de sud-vest a Angliei și a Irlandei, peste Atlantic până în Newfoundland, apoi spre sud peste Noua Scoție către Boston și urma să realizeze în cele din urmă o aterizare pe apă în New York.
Aflat în aer, biplanul a fost escortat către coasta franceză de patru avioane militare comandate de căpitanul aviator Venson și au dispărut din vederea martorilor în orașul de coastă Étretat. El a fost observat de comandantul submarinului britanic HMS H50⁠(en)[traduceți], care a consemnat în jurnalul său de bord că a observat un biplan ce zbura la o altitudine de 300 m, la o distanță de 20 de mile marine sud-vest de stâncile The Needles de pe insula Wight. În Irlanda, trecerea avionului a fost raportată de către un locuitor al orașului Dungarvan și un preot catolic a raportat că l-a văzut deasupra satului Carrigaholt, apoi nu mai există rapoarte care să-l menționeze.
Mulțimi de oameni s-au adunat la New York pentru a asista la sosirea istorică, iar zeci de mii de oameni se aglomeraseră în Battery Park din Manhattan pentru a avea o vedere buna a Statuii Libertății. Circulau zvonuri că L'Oiseau Blanc fusese văzută de-a lungul traseului său, în Newfoundland, sau deasupra Long Island. În Franța, unele ziare au raportat chiar că Nungesser și Coli au ajuns în siguranță în New York, declanșând un val de patriotism francez. L'Oiseau Blanc avea o încărcătură mare de combustibil, 4000 de litri (1.100 de galoane), pentru un zbor de aproximativ 42 de ore. După ce acest timp a trecut, neaflându-se nimic despre soarta aeronavei, s-a realizat că aeronava dispăruse. În Franța, publicul a fost scandalizat că ziare precum La Presse tipărise rapoarte false despre sosirea aeronavei și a avut loc o indignare generală împotriva companiilor implicate, cu demonstrații în stradă.
Imediat după dispariția lor, o căutare internațională a fost declanșată pentru a-i găsi pe Nungesser și Coli. Aviation Digest a sponsorizat un bine-cunoscut pilot, Floyd Bennett, pentru a-i căuta timp de nouă zile în zona cuprinsă între New York și Newfoundland. Guvernul canadian a trimis, de asemenea, două aeronave pentru a-i căuta (dintre care una s-a prăbușit). Marina franceză, US Navy și Royal Canadian Navy au cutreierat traseul, inclusiv în regiunea Labrador, pe coasta de nord-est a SUA și în zona din jurul râului Sfântul Laurențiu. Negăsindu-se nici un semn al aeronavei, eforturile de căutare au fost abandonate.
Douăsprezece zile după plecarea lui Nungesser și Coli, Charles Lindbergh, zburând singur în Spirit of Saint Louis, a decolat de la New York în faimosul său zbor transatlantic. După un zbor de 33 de ore și 30 de minute, el a fost primit ca un erou atunci când a aterizat la Paris, chiar dacă francezii plângeau pierderea lui Nungesser și Coli.

## Moștenire
Un monument a fost ridicat în Étretat în 1927, pentru a marca ultimul loc din care biplanul a fost văzut în Franța, dar a fost distrus în 1942 de armata germană de ocupație. Un nou monument cu înălțimea de 24 m, „Monument Nungesser et Coli”, a fost ridicat în 1963 pe vârful unuia dintre stânci. Există, de asemenea, un muzeu în apropiere.

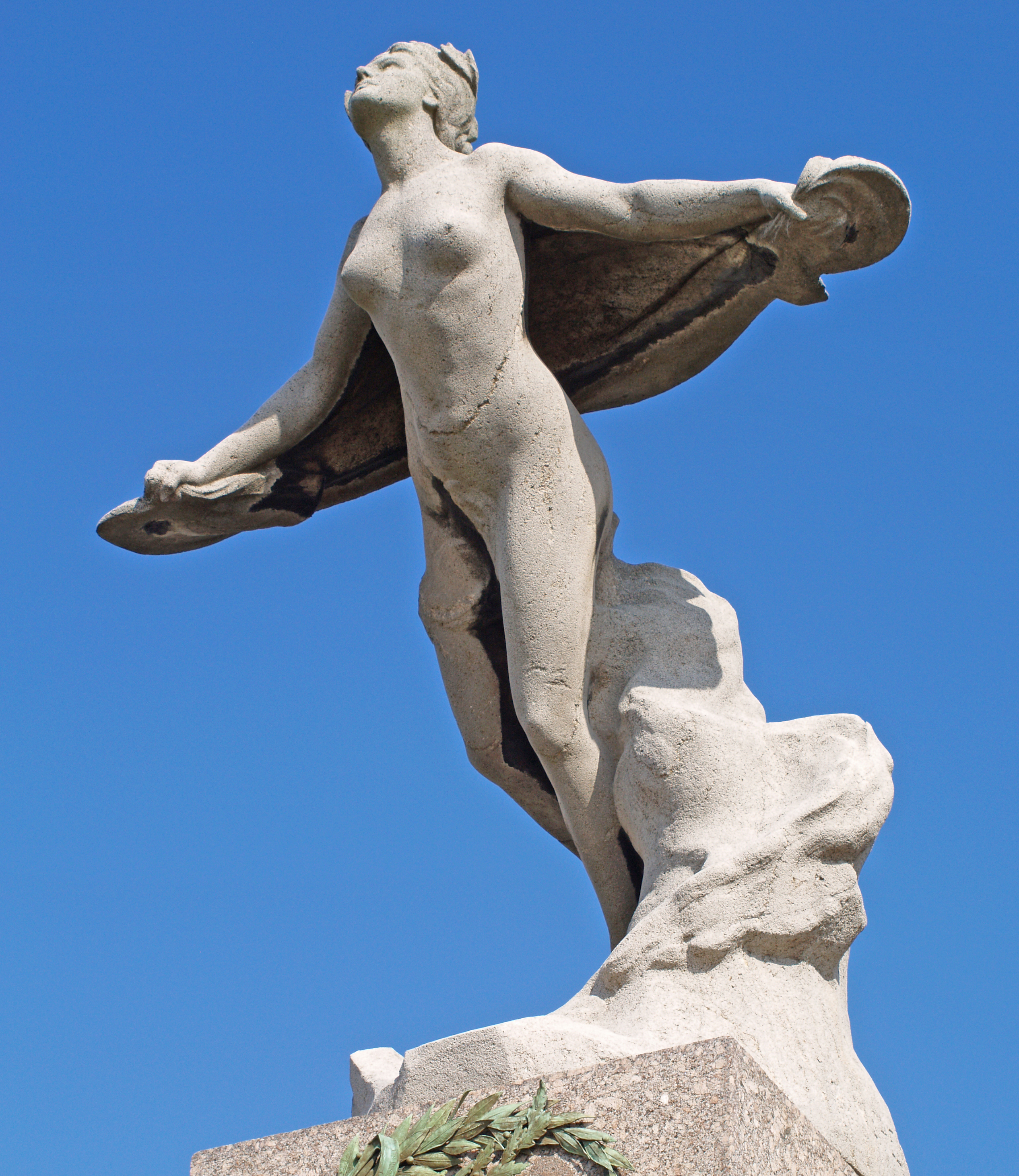
Statuie ridicată în onoarea lui Nungesser, Coli și Lindbergh pe aeroportul Le Bourget din Paris

Un alt monument în Franța a fost inaugurat pe 8 mai 1928, în aeroportul Le Bourget. Onorându-i pe Lindbergh, Nungesser și Coli, el conține următoarea inscripție: „A ceux qui tentèrent et celui qui accomplit” (trad: „Celor care au încercat și celui care a reușit”). Poșta Franceză a emis un timbru comemorativ în 1967, la 40 de ani de la zbor, pentru a onora încercarea lui Nungesser și Coli. O stradă, „Rue Nungesser et Coli”, este numită după aviatori, în apropiere de Stadionul Jean Bouin din arondismentul 16 al Parisului.

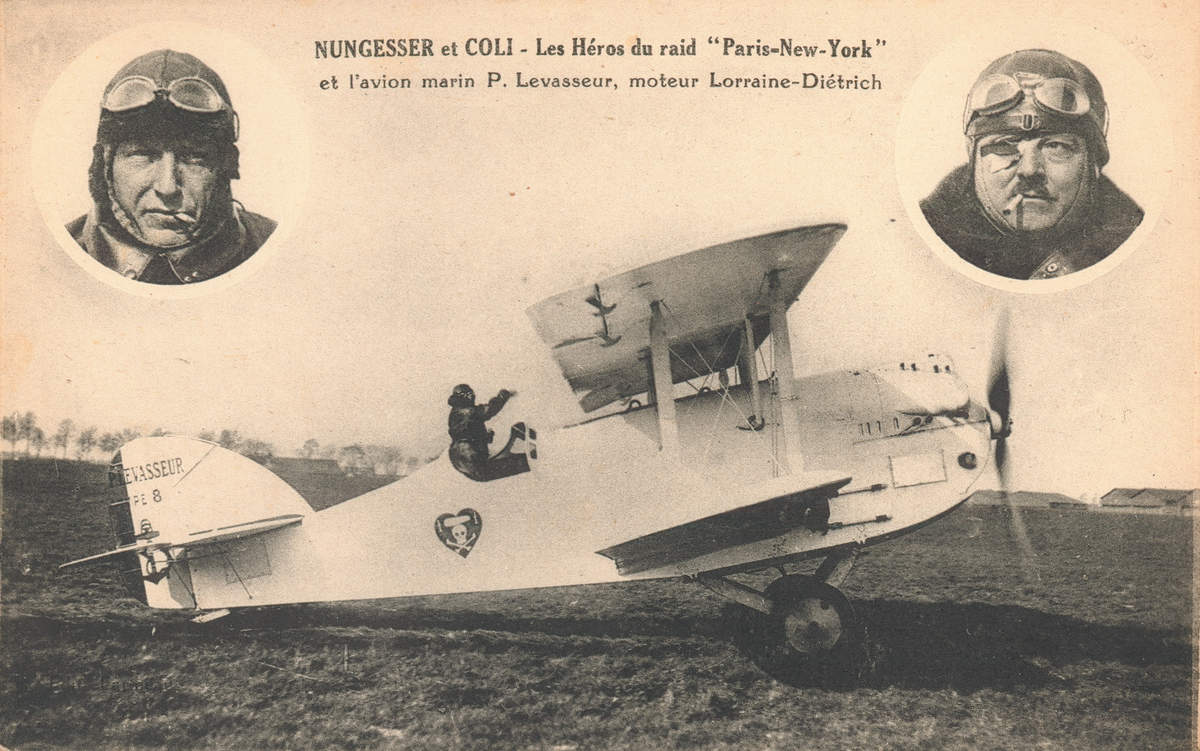
Carte poștală cu L'Oiseau Blanc și cu cei doi aviatori